# يار باقلو
يار باقلو هي قرية في مقاطعة خوي، إيران. يقدر عدد سكانها بـ 499 نسمة بحسب إحصاء 2016.